# Wiesław Łysakowski
Wiesław Łysakowski (ur. 18 stycznia 1966) – polski producent filmowy i kierownik produkcji.
Absolwent Wydziału Radia i Telewizji Uniwersytetu Śląskiego w Katowicach. Laureat ponad dwudziestu nagród filmowych jako producent w tym Srebrnych Lwów na Festiwalu Filmowym w Gdyni.

## Filmografia
jako producent:
- Polisz Kicz Projekt (2003)
- Prosta historia o miłości (2010)
- Zabić bobra (2012)
- Chce się żyć (2013)

jako kierownik produkcji:
- Egzekutor (1999)
- Stacja (2001)
- Lejdis (2008)
- Idealny facet dla mojej dziewczyny (2009)
- Wenecja (2010)
- Wojna żeńsko męska (2011)

## Wybrane nagrody i nominacje
- 2010 – Nagroda Główna w Konkursie Kina Niezależnego na Festiwalu Polskich Filmów Fabularnych w Gdyni za film Prosta historia o miłości
- 2011 – Nagroda Specjalna Jury Tarnowskich Nagród Filmowych za film Prosta historia o miłości
- 2013 – Srebrny Hugo na Międzynarodowym Festiwalu Filmowym w Chicago za film Chce się zyć
- 2013 – Srebrne Lwy na Festiwalu Filmowym w Gdyni za film Chce się żyć
- 2013 – Grand Prix na World Film Festival w Montrealu za film Chce się żyć
- 2014 – Brązowe Grono na Lubuskim Lecie Filmowym w Łagowie za film Chce się żyć
- 2014 – nominacja do Polskiej Nagrody Filmowej, Orzeł w kategorii najlepszy film za Chce się żyć
- 2014 – Nagroda Główna Jańcio Wodnik na Ogólnopolskim Festiwalu Sztuki Filmowej Prowincjonalia we Wrześni za film Chce się żyć